# Dolmen de Périssac
Le dolmen de Périssac est un dolmen situé à Esse,dans le département de la Charente, en France. Plusieurs dalles de l'édifice ont été réutilisé pour construire un monument funéraire visible à Confolens.

## Historique
L'édifice a été sommairement décrit par Gustave Chauvet et de Rochebrune. En 1885, plusieurs dalles du monument ont été transportées dans le cimetière de Confolens pour servir de support au sarcophage en pierre de Volvic de la femme du sous-préfet décédée à l'âge de 21 ans. En 1970, le site a fait l'objet d'une fouille archéologique.

## Description
Selon Chauvet, la table de couverture mesurait 3,47 m de long sur 1,60 m de large, pour une épaisseur de 1,16 m. La table fut brisée en deux parties : une première partie fut réutilisé pour construire un pseudo-dolmen supportant le tombeau dans le cimetière de Confolens, la seconde fut laissée sur place. Selon Chauvet, la table reposait sur trois orthostates d'environ 1 m de hauteur mais lors des fouilles de 1970 quatre autres piliers restés en place furent découverts. La chambre funéraire devait donc avoir une forme polygonale et ses dimensions furent estimées à 3,50 m de longueur sur 1,30 m de largeur au maximum. Elle devait être orientée est-ouest. Le sol de la chambre était dallé en opus incertum.
Un second dolmen, dénommé la Tombe du Curé, se dressait à une centaine de mètres. Il n'en demeure qu'une dalle sur place, les autres ayant été réutilisées pour construire le monument aux morts d'Esse.

## Matériel archéologique
Une partie de la couche archéologique de la chambre, côté entrée, était demeurée intacte malgré le démantèlement du dolmen. Le mobilier lithique découvert comprend deux armatures de flèches à pédoncule et ailerons, une lamelle en silex blond, plusieurs éclats en silex et jaspe. Les tessons de céramique retrouvés correspondent à deux vases assez grossier de couleur rougeâtre à fond plat et à un vase à décor en chevrons de type campaniforme, ainsi qu'à des poteries gallo-romaines ou médiévales.